# つくばセンター
つくばセンターは、茨城県つくば市吾妻一丁目にあるバスターミナルである。つくば駅と接続している。

## 概要
国際科学技術博覧会（科学万博）開幕直前の1985年3月14日、筑波研究学園都市センター地区の交通ターミナルとして「つくばセンター交通広場」が設置され、付近を通っていた路線バスが乗り入れるようになった。当初から停留所名は「つくばセンター」である。研究学園都市における交通の拠点として機能し、『JTB時刻表』では2006年4月号でつくば駅に変更されるまで市の中心駅として記載された。
つくばエクスプレス開業後は、「つくばセンター交通広場」が「駅前広場」に改称され、駅に付帯するバス乗り場、即ち実質的には“つくば駅バス停”となったが、交通網の実態や歴史的経緯なども絡み、現在も「つくばセンター」の名を引き続き使用し、正式名称としては「駅」を名乗っていない。一部業者では駅名も併記し「つくばセンター（TXつくば駅）」と案内している。
筑波山や筑波大学などの市内観光地・研究機関、牛久、土浦、下妻などの周辺都市への一般路線バスやコミュニティバス「つくバス」、東京（東京駅、東京国際空港）、成田国際空港、茨城空港（小美玉市）、水戸、運転免許センター（茨城町）、東京ディズニーリゾート（TDR）などを結ぶ中距離高速バス・空港バス、名古屋、京都・大阪方面の長距離夜行高速バスが発着する。

## 駅前広場
現在のバスターミナルは2008年7月からの再整備工事（後述）を経て、2010年1月8日に供用開始したものである。
屋外型の広場で、外周部にバス乗降場が、中央部にタクシープールが存在する。外周部の北西寄りにつくば駅出入口（A3・A4・エレベーター）がある。バスの出入口は南西（トナリエつくばスクエア「Q't」）側の1か所のみであり、一般車の乗り入れは禁止されている。バスターミナルの東側にはキスアンドライド駐車場が隣接して設置されており、これも駅前広場の一部として扱われている。この駐車場は20分まで無料（20分を超えると有料）で利用できる。バスターミナルと駐車場の間には休憩所を兼ねた関東鉄道のサービスセンターが設置されていたが、後述のBiViつくば開業に伴い機能を同施設内に移転した。
また、広場周辺には大型自転車駐車場や数百から千台規模の大型駐車場が数箇所設置されている。なお、「つくばセンター広場」はこれとは別のもので、隣接するつくばセンタービル前の広場のことを指す。

## 特徴

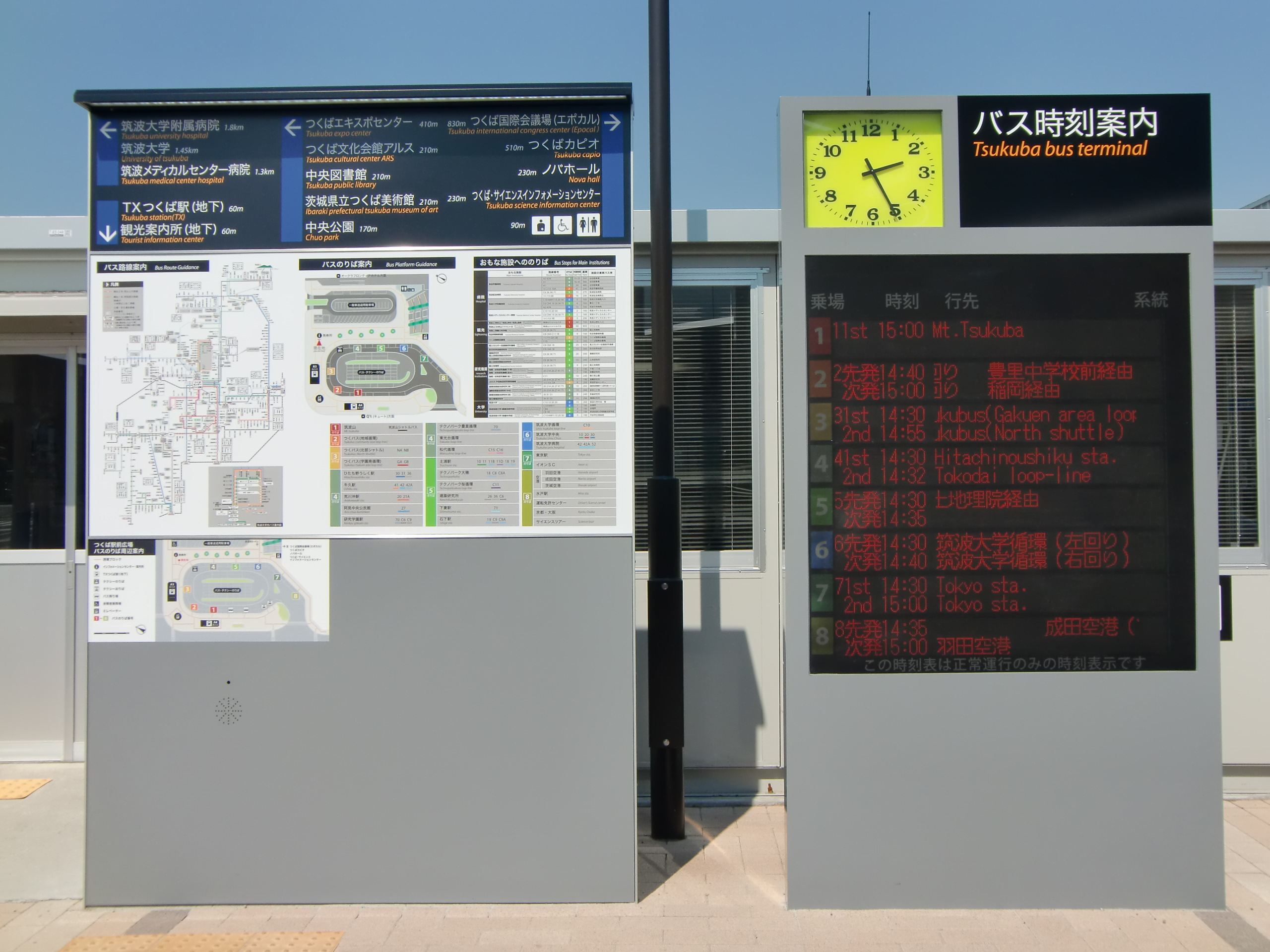
複合系標識（2010年7月）

- バスターミナル専従職員は配置されていない。バス関係ではBiViつくば内に関東鉄道の「つくば学園サービスセンター」があるのみとなっている。
- バス乗り場の案内図とダイヤグラム通りのバス発車標が駅A3出入口付近に設置されている。一方、バスの到着を知らせる構内アナウンスやバス接近表示は導入されていない。バス車両からの音声のみとなっている。

## バス乗降場

### 1番のりば

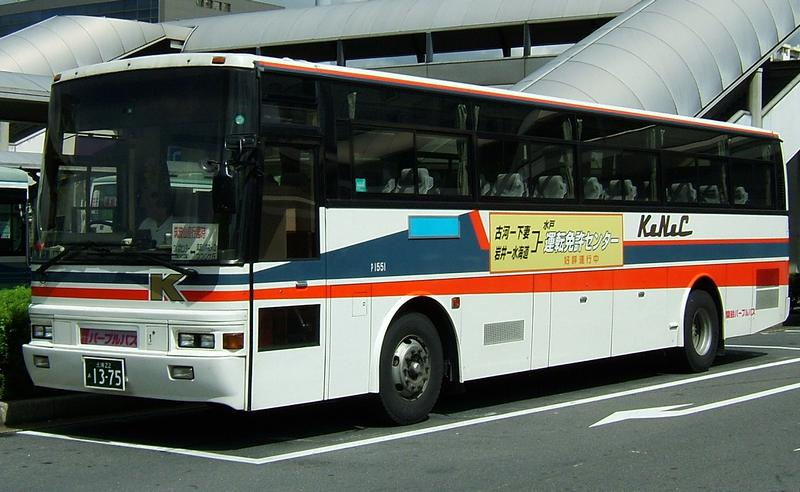
筑波山シャトルバス運用中の関鉄パープルバスの観光車両

筑波山に直行する「筑波山シャトルバス」が発車する。つくば駅A4出入口前に位置する。
| 乗場 | 系統               | 主要経由地           | 行先                 | 運行会社  |
| ---- | ------------------ | -------------------- | -------------------- | --------- |
| 1番  | 筑波山シャトルバス | 沼田・筑波山神社入口 | 筑波山（つつじヶ丘） | ■関東鉄道 |

### 2番のりば
つくバスの上郷シャトルと南部シャトルが発車する。つくば駅改札外エレベーターの地上出口前に位置する。
| 乗場 | 系統         | 番号 | 主要経由地                                             | 行先                                 | 運行会社                       |
| ---- | ------------ | ---- | ------------------------------------------------------ | ------------------------------------ | ------------------------------ |
| 2番  | 上郷シャトル | KB   | 研究学園駅・豊里の杜・テクノパーク豊里中央・上郷       | とよさと病院                         | ■関東鉄道 （つくば市より受託） |
| 2番  | 南部シャトル | NB   | 谷田部車庫・農林団地中央・高見原中央・茎崎窓口センター | 茎崎老人福祉センター ※日中帯のみ運行 | ■関東鉄道 （つくば市より受託） |
| 2番  | 南部シャトル | NB   | 谷田部車庫・農林団地中央・高見原中央                   | 茎崎窓口センター                     | ■関東鉄道 （つくば市より受託） |

### 3番のりば

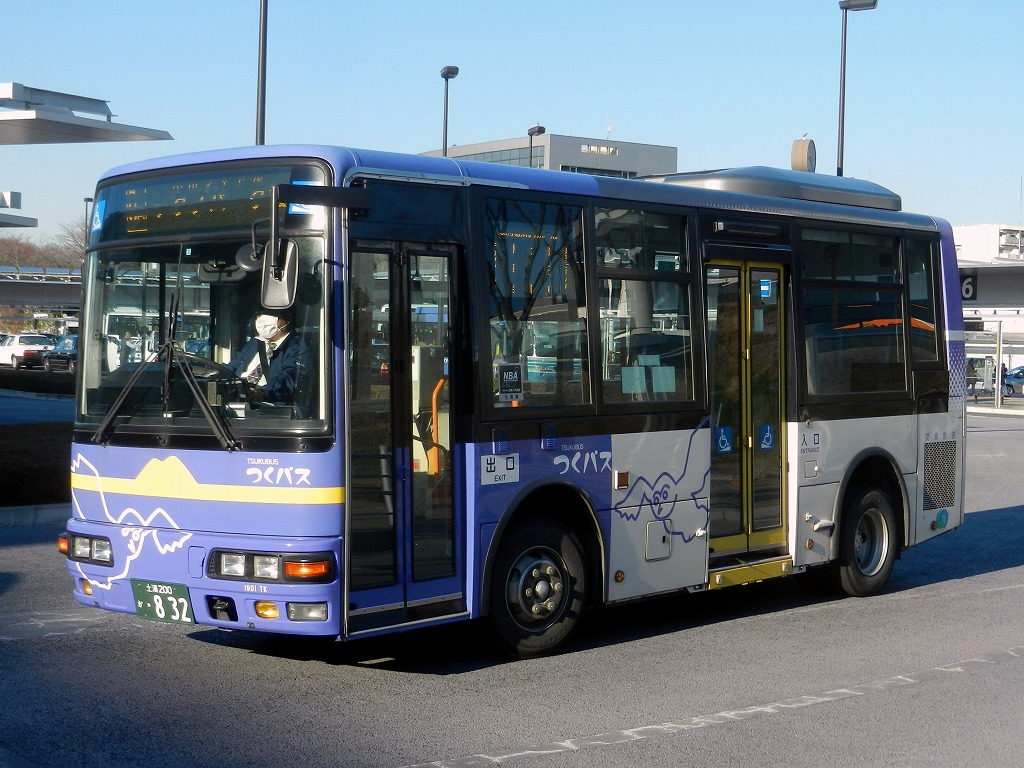
「つくバス」小田シャトルの通常車両

つくバスの北部シャトルと小田シャトルが発車する。つくば駅A3出入口前に位置する。
| 乗場 | 系統         | 番号 | 主要経由地                                                 | 行先             | 運行会社                       |
| ---- | ------------ | ---- | ---------------------------------------------------------- | ---------------- | ------------------------------ |
| 3番  | 北部シャトル | HB   | 大穂窓口センター・つくばウェルネスパーク・筑波交流センター | 筑波山口         | ■関東鉄道 （つくば市より受託） |
| 3番  | 小田シャトル | OB   | 桜窓口センター・栄・テクノパーク桜・栗原・小田中部         | 筑波交流センター | ■関東鉄道 （つくば市より受託） |

### 4番のりば
おもに研究学園地区南部（松代・二の宮・稲荷前・並木など）、荒川沖駅、ひたち野うしく駅へ向かう一般路線が発車する。循環のマークの路線は、つくばセンターを発車し、各バス停を通ったのちにつくばセンターへ戻る循環コースである。系統番号に＊印のついているものは、平日のみ運行される。
| 乗場 | 系統番号     | 主要経由地                                                             | 行先                     | 運行会社              |
| ---- | ------------ | ---------------------------------------------------------------------- | ------------------------ | --------------------- |
| 4番  | 21A/22＊     | 竹園二丁目・並木二丁目・学園並木                                       | 荒川沖駅                 | ■関東鉄道             |
| 4番  | 71           | 竹園高校前・並木二丁目                                                 | 学園並木                 | ■関東鉄道             |
| 4番  | C22＊        | 竹園二丁目・並木二丁目・学園並木                                       | 循環学園並木             | ■関東鉄道             |
| 4番  | 31/31A/32A＊ | 二の宮中央・イオンモールつくば（日中のみ）・牛久栄進高校               | ひたち野うしく駅         | ■関東鉄道・JRバス関東 |
| 4番  | 36＊         | （直行）                                                               | ひたち野うしく駅         | ■関東鉄道             |
| 4番  | CG           | つくば国際会議場・筑波宇宙センター・梅園公園・気象台・二の宮           | 循環学園南（右回り）     | ■関東鉄道             |
| 4番  | CG           | つくば国際会議場・二の宮・気象台・梅園公園・筑波宇宙センター           | 循環学園南（左回り）     | ■関東鉄道             |
| 4番  | C15/C16＊    | 小池・手代木団地・松代小学校                                           | 循環松代                 | ■関東鉄道             |
| 4番  | ＊           | 春日二丁目                                                             | 研究学園駅（休校日運休） | ■関東鉄道             |
| 4番  |              | 宮下児童公園・松の木東・手代木団地・松代五丁目・松の木東・宮下児童公園 | 循環松代南               | ■関東鉄道             |

### 5番のりば
土浦市中心部、大穂・豊里・筑波地区、常総市石下地区、下妻市方面への一般路線が発車する。系統番号に＊印のついているものは、平日のみ運行される。
| 乗場 | 系統番号        | 主要経由地 | 行先                     | 運行会社              |
| ---- | --------------- | --- | ------------------------ | --------------------- |
| 5番  | 11/12＊         | 学園竹園・千束町・桜町                                                                                         | 土浦駅                   | ■関東鉄道・JRバス関東 |
| 5番  | 11/12＊         | 学園竹園・千束町・桜町・土浦駅                                                                                 | 土浦車庫                 | ■関東鉄道             |
| 5番  | 11B/19          | 学園竹園・土浦二高・亀城公園前                                                                                 | 土浦駅                   | ■関東鉄道             |
| 5番  |                 | 学園竹園・土浦二高・土浦一高前（土浦駅非経由）                                                                 | 合同庁舎（日祝運休）     | ■関東鉄道             |
| 5番  | ＊              | 学園竹園・土浦二高（土浦駅非経由）                                                                             | 土浦一高前（休校日運休） | ■関東鉄道             |
| 5番  | ＊              | 学園竹園・土浦二高（土浦駅非経由・途中下車不可）                                                               | 土浦一高前（休校日運休） | ■関東鉄道             |
| 5番  | 11D＊           | 野田団地・土浦特別支援学校・千束町・桜町                                                                       | 土浦駅                   | ■関東鉄道             |
| 5番  | 18＊            | 吾妻・花室交差点・土浦高架道                                                                                   | 土浦駅東口               | ■関東鉄道             |
| 5番  | 18＊/C8＊       | 筑波実験植物園・防災科学技術研究所・高エネルギー加速器研究機構                                                 | つくばテクノパーク大穂   | ■関東鉄道             |
| 5番  | C8A＊           | 筑波実験植物園・合宿所・防災科学技術研究所・高エネルギー加速器研究機構                                         | つくばテクノパーク大穂   | ■関東鉄道             |
| 5番  | 26＊/36＊/C6＊  | 春日一丁目・国土地理院・土木研究所                                                                             | 建築研究所               | ■関東鉄道             |
| 5番  | 12＊/22＊/32A＊ | 筑波大学春日エリア前                                                                                           | 筑波大学病院             | ■関東鉄道             |
| 5番  | 19              | 筑波大学病院・春日一丁目・豊里中学校・上郷                                                                     | 石下駅                   | ■関東鉄道             |
| 5番  | 71              | 筑波大学病院・春日一丁目・国土地理院・教職員支援機構・高エネルギー加速器研究機構・高道祖・イオンモール下妻入口 | 下妻駅                   | ■関東鉄道             |
| 5番  | 71A             | 筑波大学病院・春日一丁目・国土地理院                                                                           | 教職員支援機構           | ■関東鉄道             |
| 5番  | 臨時            | （直行）石岡・やさと観光周遊バス ※11月・12月の土曜・日曜・祝日に運行                                           | いばらきフラワーパーク   | ■関東鉄道             |

### 6番のりば
筑波大学構内を経由する系統が発車する。9番のりばと同じく、筑波大学入学試験や、大学入学共通テストの際の臨時バスが発着することもある。
| 乗場 | 系統番号           | 主要経由地                                               | 行先                   | 運行会社  |
| ---- | ------------------ | -------------------------------------------------------- | ---------------------- | --------- |
| 6番  | C10                | 筑波大学病院入口・一ノ矢学生宿舎前・筑波大学中央・合宿所 | 循環筑波大学（右回り） | ■関東鉄道 |
| 6番  | C10                | 合宿所・筑波大学中央・一ノ矢学生宿舎前・筑波大学病院入口 | 循環筑波大学（左回り） | ■関東鉄道 |
| 6番  | 深夜バス【運休中】 | 筑波大学病院・大学会館                                   | 筑波大学中央           | ■関東鉄道 |

### 7番のりば
東京駅行の高速バスが発車する。
| 乗場 | 系統         | 経由地                                 | 行先           | 運行会社              | 備考 |
| ---- | ------------ | -------------------------------------- | -------------- | --------------------- | ---- |
| 7番  | 高速つくば号 | 八潮PA（降車希望者が居る場合のみ停車） | 東京駅日本橋口 | ■関東鉄道 ■JRバス関東 |      |

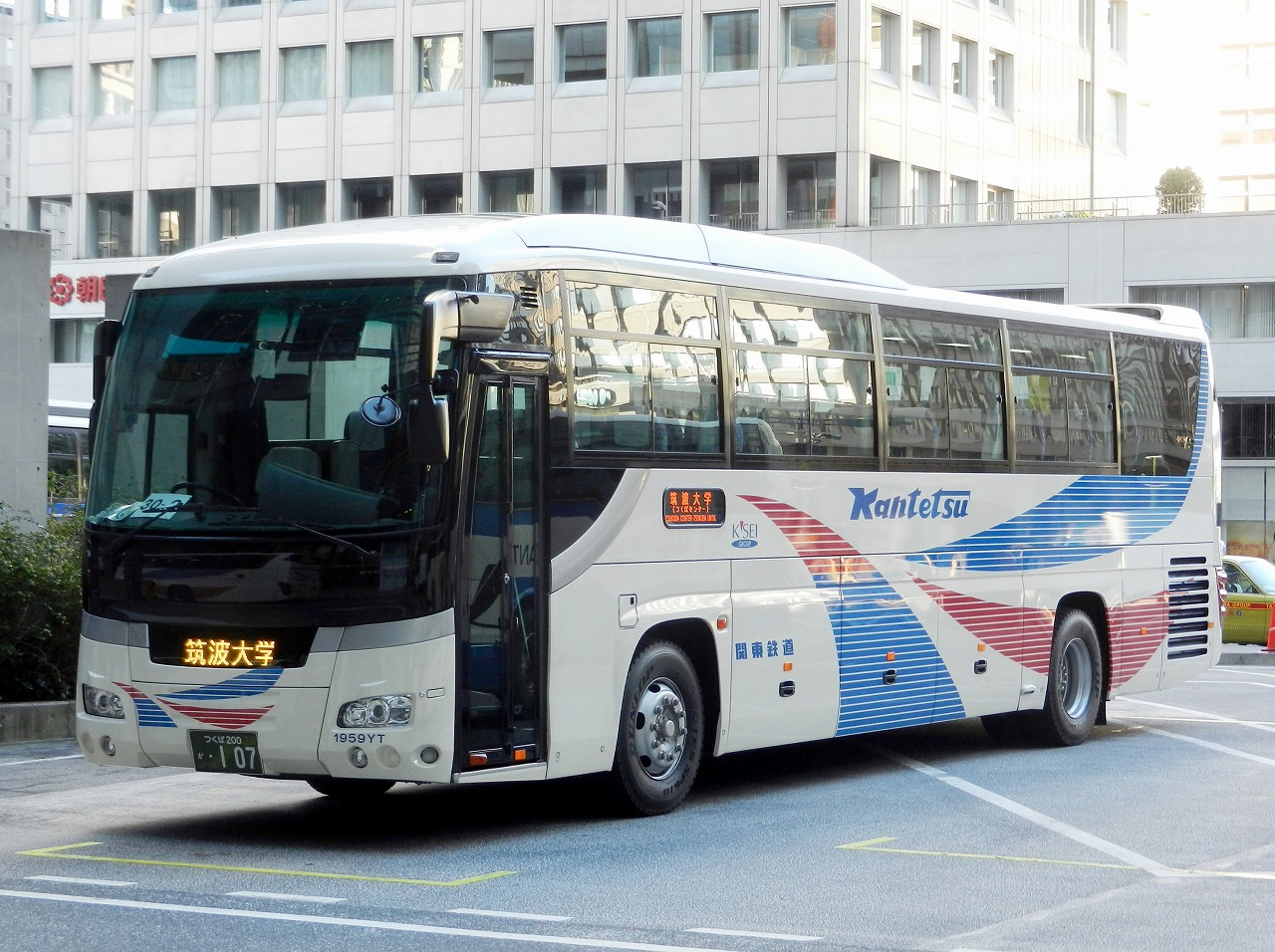
「つくば号」の車両（関東鉄道）
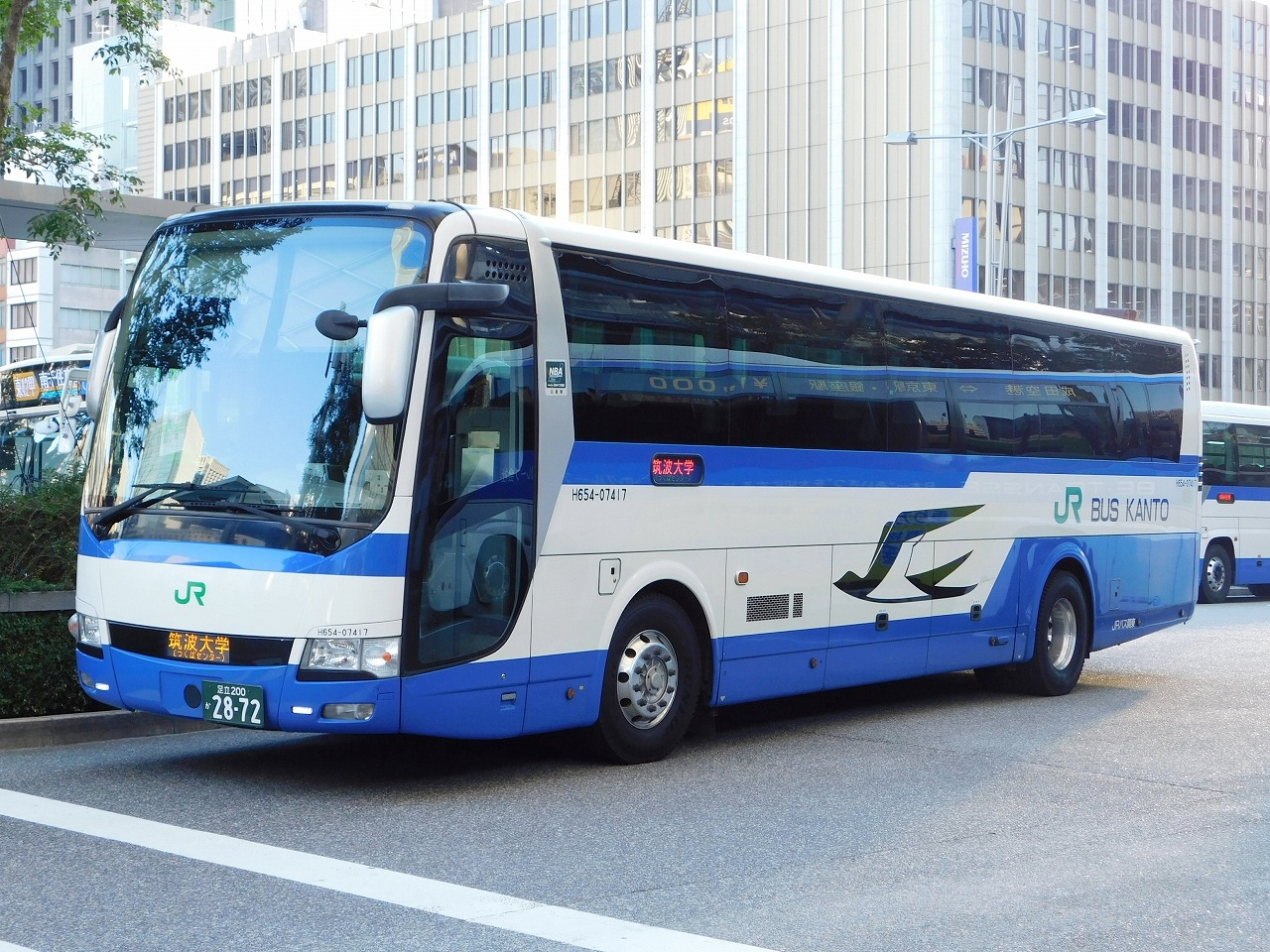
「つくば号」の車両（JRバス関東）

### 8番のりば
研究学園駅・グッドマン常総・道の駅常総方面への路線バスと茨城県運転免許センターや水戸駅方面への急行バス、「つくば号」を除いたすべての高速バスが発車する。土曜・休日・夏休み期間中には研究施設などを巡る「つくばサイエンスツアーバス」も発車する。

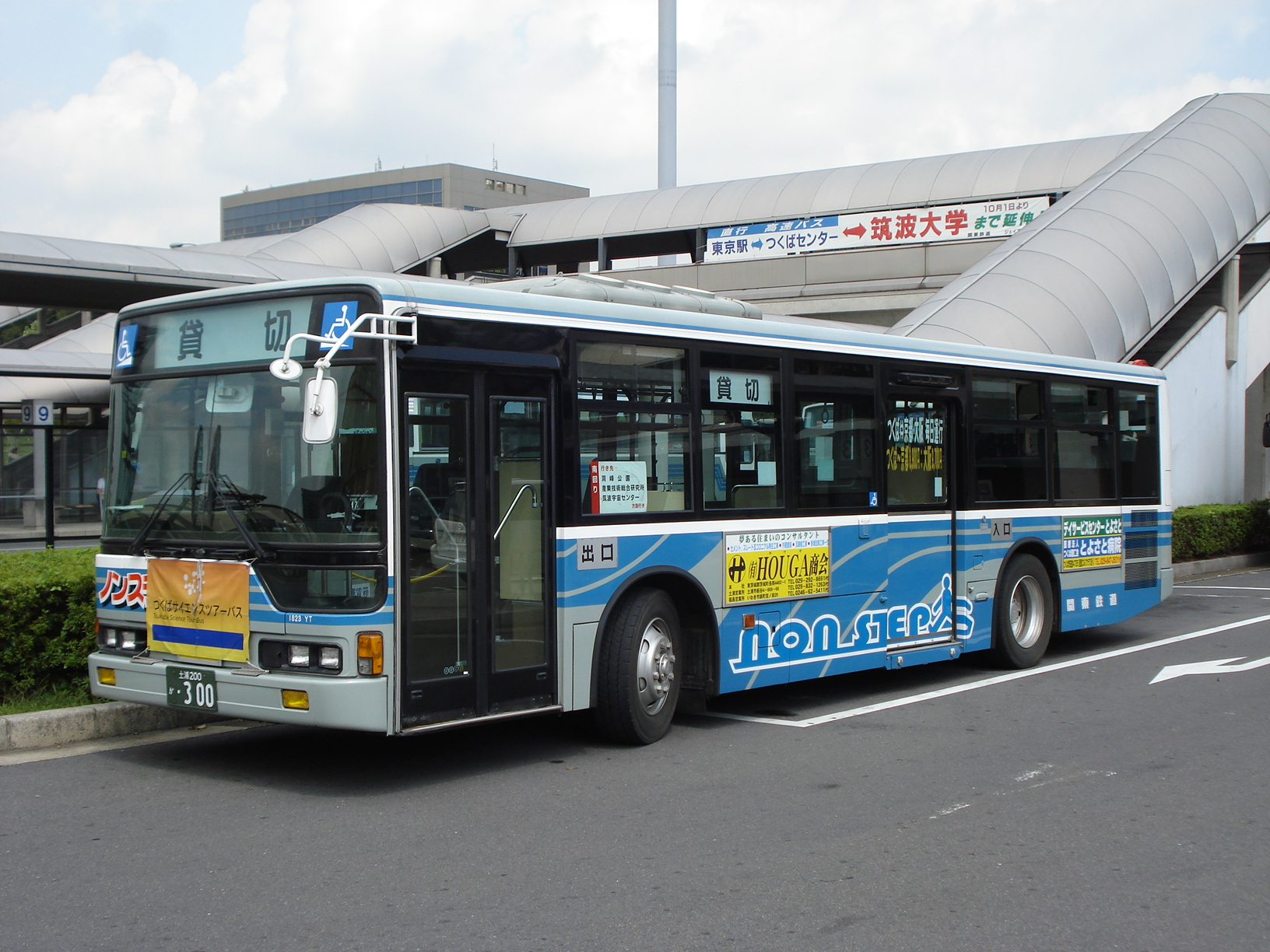
つくばサイエンスツアーバス

| 乗場 | 系統                                     | 主要経由地                                                   | 行先                             | 運行会社                       | 備考                                          |
| ---- | ---------------------------------------- | ------------------------------------------------------------ | -------------------------------- | ------------------------------ | --------------------------------------------- |
| 8番  | 高速エアポートライナー「NATT'S」         | （途中降車不可）                                             | 成田空港                         | ■関東鉄道 京成バス千葉イースト |                                               |
| 8番  | 高速つくば - 羽田空港線                  | （途中降車不可）                                             | 羽田空港                         | ■関東鉄道                      |                                               |
| 8番  | 高速つくば - 茨城空港線【運休中】        | （途中降車不可）                                             | 茨城空港                         | ■関東鉄道                      |                                               |
| 8番  | 高速ディズニーリゾート線                 | 東京ディズニーシー                                           | 東京ディズニーランド             | ■関東鉄道                      | 水戸駅南口始発。 帰りの便はディズニーシー始発 |
| 8番  | 夜行高速よかっぺ号                       | 京都駅八条口・大阪駅前（東梅田）・なんば                     | ユニバーサル・スタジオ・ジャパン | ■関東鉄道 近鉄バス             | 水戸駅南口始発。                              |
| 8番  | 夜行高速名古屋線【運休中】               | 東名豊田                                                     | 名古屋駅太閤通口                 | ■茨城交通                      | 日立駅始発。                                  |
| 8番  | 急行TMライナー                           | 石岡・県自動車学校・県庁BT                                   | 水戸駅南口                       | ■関東鉄道                      | 平日のみ運行                                  |
| 8番  | 急行TMライナー                           | 石岡・大塚・赤塚駅北口・大工町・水戸駅北口                   | 水戸駅南口                       | ■関東鉄道                      | 土曜・日曜・祝日運行                          |
| 8番  | 急行わかば号【運休中】                   | （直行）                                                     | 運転免許センター                 | ■関東鉄道                      |                                               |
| 8番  | 循環つくばサイエンスツアーバス（北回り） | 国土地理院・つくば植物園                                     | つくばセンター                   | ■関東鉄道                      |                                               |
| 8番  | 循環つくばサイエンスツアーバス（南回り） | つくばエキスポセンター・産業技術総合研究所・筑波宇宙センター | つくばセンター                   | ■関東鉄道                      |                                               |
| 8番  |                                          | 研究学園駅・グッドマン常総                                   | 道の駅常総                       | ■関東鉄道                      |                                               |

- つくばサイエンスツアーバス

### 9番のりば（臨時）

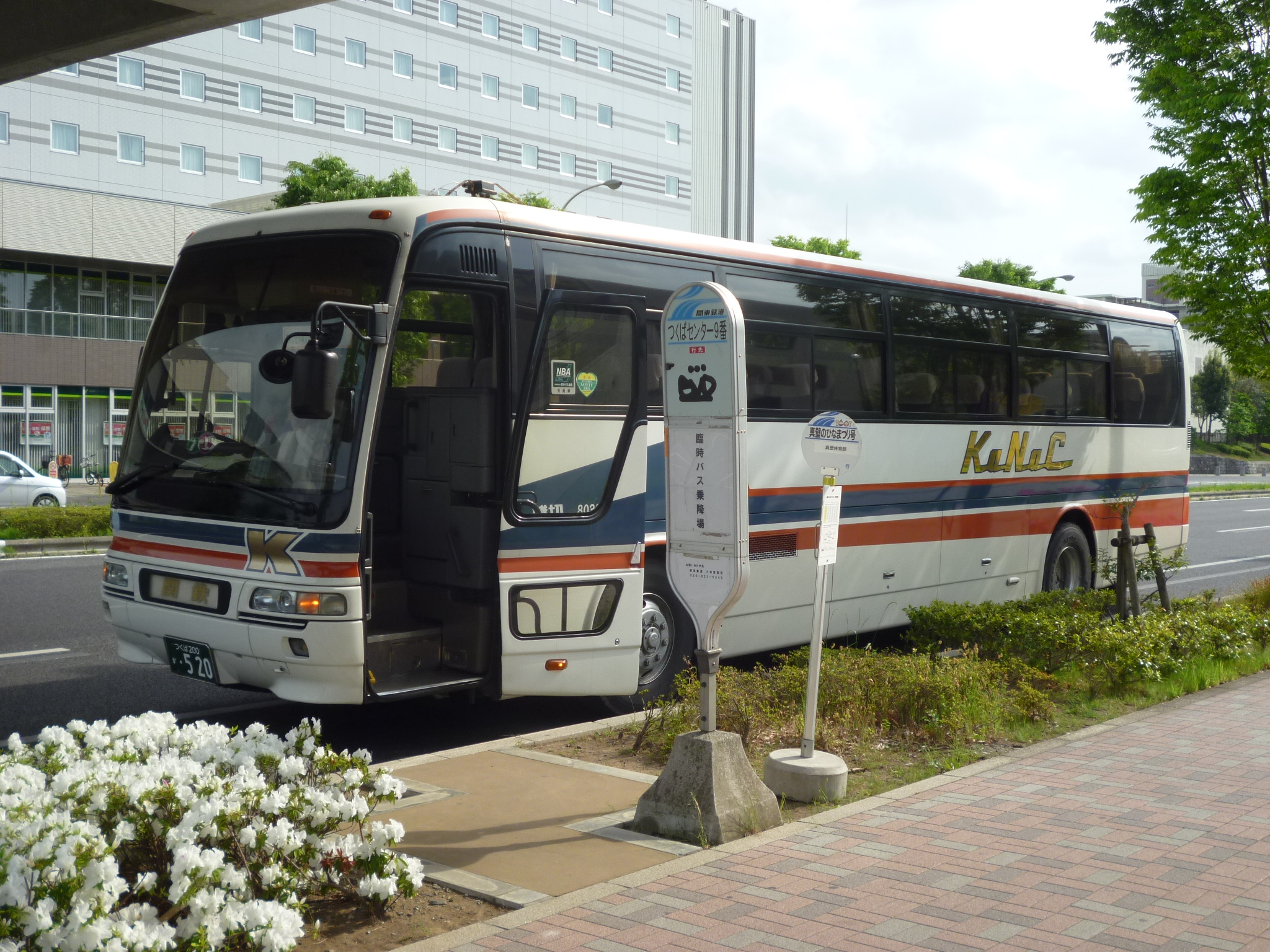
9番乗り場に停車中の「真壁のひなまつり号」（関鉄観光バス）

つくば駅A1出口付近の中央通り上に位置するイベント等臨時バス専用乗り場。「真壁のひなまつり号」のほか、筑波大学の入学試験やセンター試験、研究所の一般公開や学会などの際に当乗り場から臨時便や参加者輸送用バスが発車する。定期便はないもののイベントの多い土地柄を反映して「つくばセンター9番」と書かれた停留所標識が常置されている。

### 降車のみ
- 深夜急行バス【運休中】 守谷駅→つくばセンター ※金曜または祝前日のみ運行
- ミッドナイトつくば号【運休中】 東京駅→つくばセンター・筑波大学 ※関東鉄道バス担当便は平日のみ6番乗り場から乗車可能

## BiViつくば
BiViつくば（ビビつくば）は、つくばセンターバスターミナルの南側に隣接する複合商業施設である。つくば市が新たなターミナルビルを建設する方針を2012年11月に公表し、整備事業提案競技を経て2014年3月に大和リースと事業締結し、2015年9月5日に開業した。
施設は鉄骨造りの5階建てで、商業店舗や学習塾といった民間のテナントのほか、つくば市のインフォメーションセンターや筑波大学のサテライトオフィス（2023年4月休館、同年7月閉館）といった公共のテナントも入っている。また、後述するつくばターミナル解体後、バスターミナルの敷地内に仮設の平屋建ての建物として存在した関東鉄道つくば学園サービスセンター・バス待合室及び高速バス乗車券の自動券売機は2015年9月4日に当施設内に移転した。なお、新たなつくば学園サービスセンター内には飲食物などを販売する売店も併設されている。
2023年12月1日に、つくば市役所の新たな窓口センターとして「つくば駅前市民窓口センター」がBiViつくばの2階に開所した。

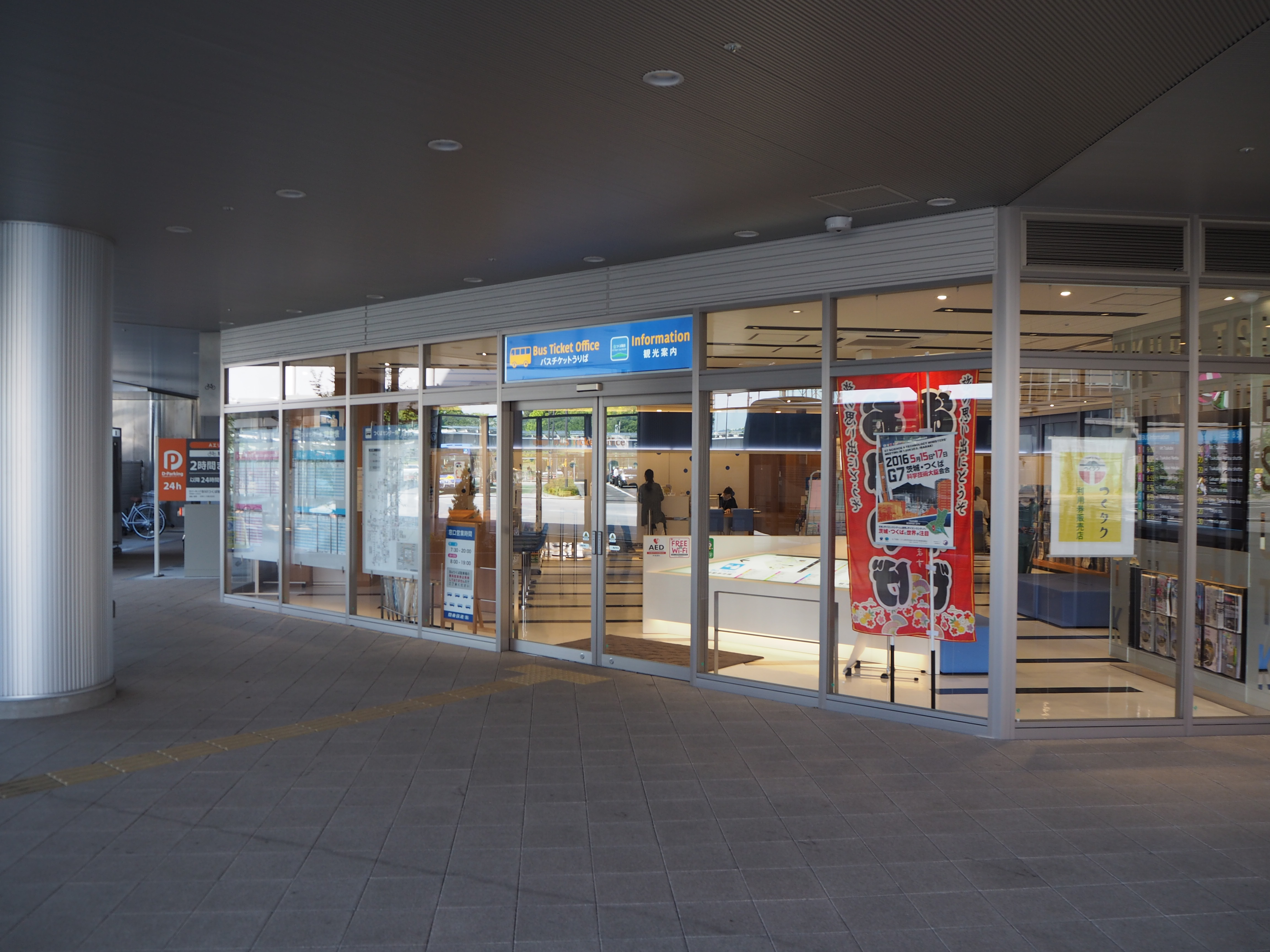
つくば学園サービスセンター（2016年5月）
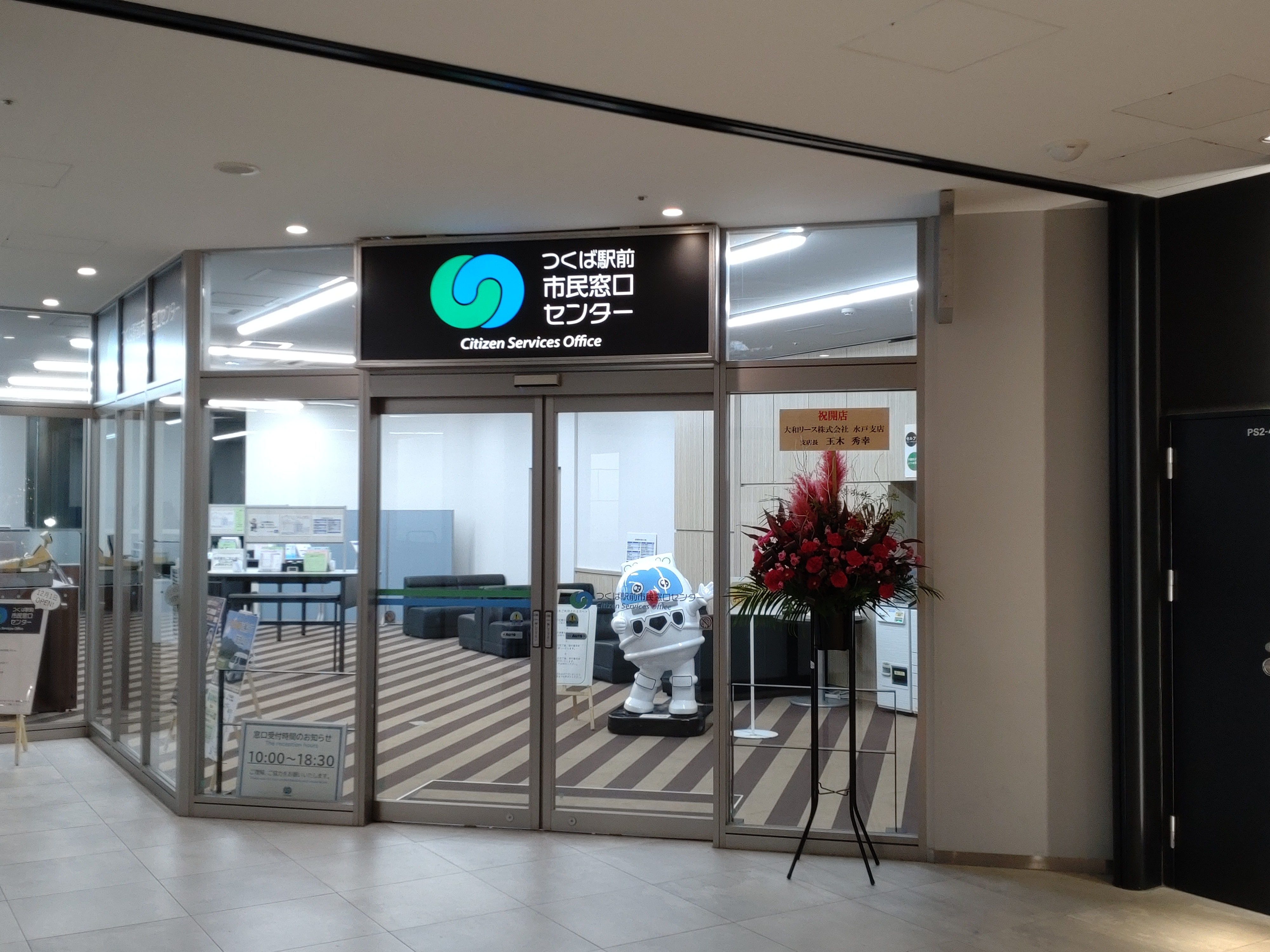
つくば駅前市民窓口センター（2023年12月）

## 歴史

### 2008年7月再整備工事前

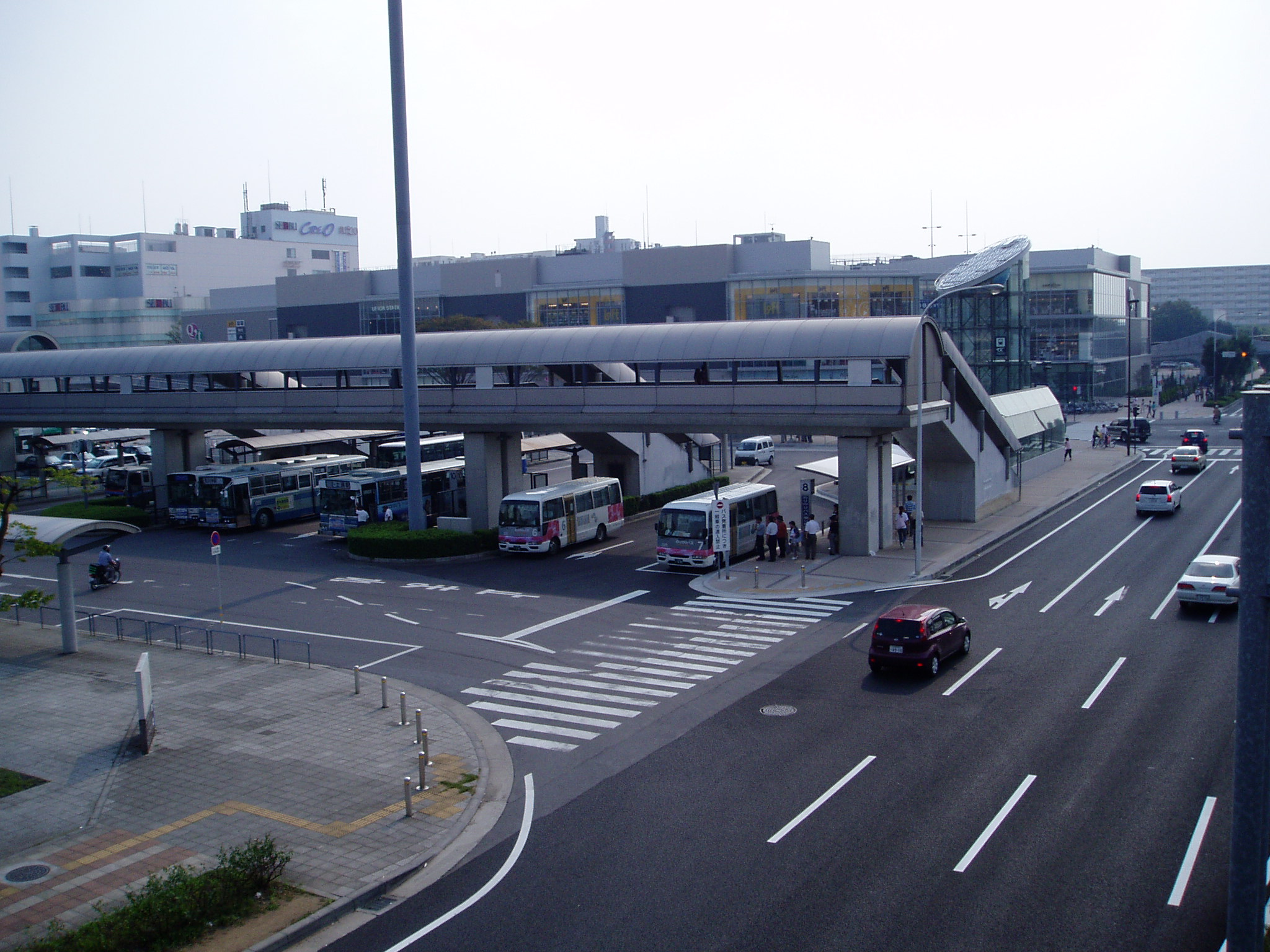
再整備工事前のつくばセンター（2005年9月）

2008年7月からの再整備工事以前は、外周部と中央部にバスバースが、南寄りにターミナルビルの「つくばターミナル」やタクシープールがあった。バスの出入口は北（学園中央通り）側と南（つくばクレオスクエア（現：トナリエつくばスクエア）「Q't」）側の2ヶ所であった。開設当初からバスレーンへの一般車乗り入れは禁止されており、別に一般車乗り付けスペースを設置していた。
各バス乗り場をつなぐ橋上駅のような陸橋（階段）が設置されており、2階にあたる階層はペデストリアンデッキとつながる「つくばセンター広場」と同じであった。ターミナルビルは同広場の階層と同じ2階にも出入口があった。これは路線数の関係上ほとんどのバスが外周部分からの発着となるためあまり利用されていなかったが、つくば駅開業後はこの陸橋の一番北の階段（8番乗り場）が駅へのエスカレーター（A3出入口）と事実上接続する形となり、駅からデッキ、つくばセンタービル方面へ移動する通行者が若干増加した。ターミナルビル横には「つくばセンター広場」に上る専用エスカレーターもあった。

### つくばターミナル
2008年7月からの再整備工事により解体され現存しない。財団法人つくば都市交通センターが管理する2階建ての建物だった。1階はバス乗り場やタクシー乗り場に面し、2階はペデストリアンデッキとつながる「つくばセンター広場」に隣接し、1階・2階の双方に出入口があった。当時の入居施設は以下の通りである。
1階
- 自動券売機（高速バス専用）
- 関鉄学園サービスセンター - 関東鉄道系の旅行会社。一般路線バスとコミュニティバスの定期券・回数券の発売、予約制の高速バスの予約受付及び乗車券の発券の他、各バス路線の時刻表の配布や関鉄観光による各種旅行案内をしていた。
- 待合所（バス・タクシー乗り場前の中央フロア） - 路線バスの時刻表と路線図が壁に掲出していた。各乗り場にも乗り場毎の時刻表がある。
- 財団法人つくば都市交通センター まち育て事業本部
- 自動販売機、コインロッカー、便所

2階
- そば店（つくば十割そば） - 以前はコーヒー店であった。
- CATVサテライトスタジオ（ACCSメディアプラザ） - 収録スタジオ、インターネットコーナー、申し込み窓口、マルチテレビモニタ（映像のみの街頭テレビ）
- DPE、ATM（関東つくば銀行）

解体前に閉鎖された施設
- みどりの窓口（JR東日本つくば店）（2006年2月28日閉鎖） - 土浦駅の別窓口（一種の出張所）扱い。
- つくば市観光案内所（2006年6月11日閉鎖） - 閉鎖後、つくば駅南北自由通路内につくば市総合案内所が開設され、その機能を移転した。
- ローソン つくばターミナル店（2008年3月31日閉鎖）
- KIOSK
- トヨタレンタリース

### 年表

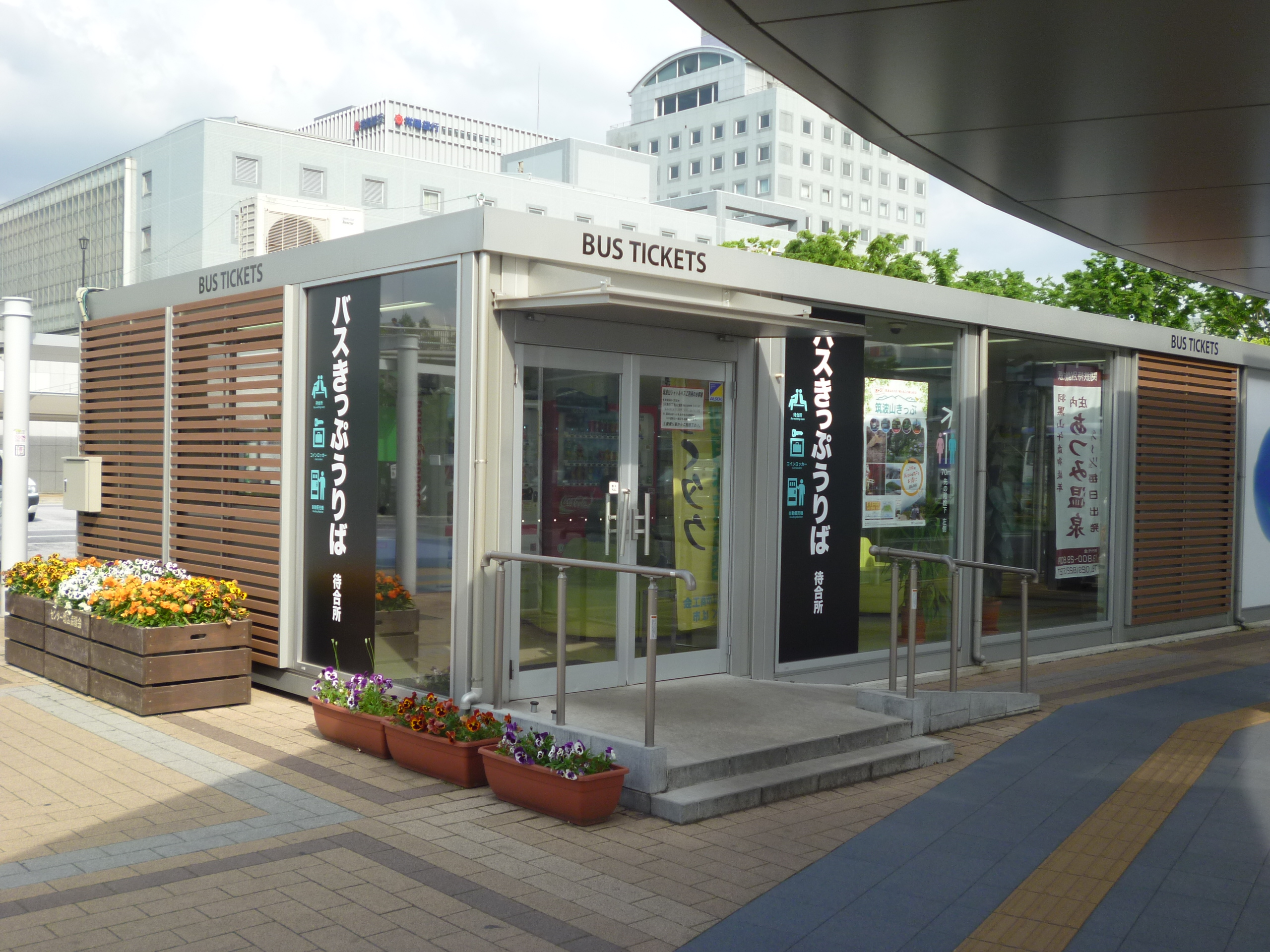
BiViつくば内に移転する前の関東鉄道つくば学園サービスセンター（仮設）

- 1985年（昭和60年）3月14日 - 「つくばセンター交通広場」完成。
- 1987年（昭和62年）4月1日 - 東京を結ぶ高速バス「特急つくば号」乗り入れ開始。
- 1994年（平成6年）7月1日 - 成田空港連絡バス「エアポートライナーNATT'S」乗り入れ開始。
- 1998年（平成10年） - 3月1日に水戸行「急行TMライナー」が、3月14日にひたち野うしく駅発着系統が乗り入れ開始。
- 1999年（平成11年）6月1日 - 羽田空港連絡バス乗り入れ開始。
- 2001年（平成13年）4月26日 - 大阪行夜行高速バス「よかっぺ関西号」乗り入れ開始（初の長距離路線）。
- 2005年（平成17年） - つくばエクスプレスつくば駅開業に対応すべくバスレーン入口を増設、駅出入口を設置。
  - 8月24日 - つくば駅開業。真壁・岩瀬行急行バス乗り入れ開始（関鉄グリーンバス初乗り入れ）。
- 2006年（平成18年）2月28日 - JR東日本つくば店（みどりの窓口）が営業を終了。
- 2008年（平成20年）7月 - つくば駅前広場再整備工事に着手[1]。
- 2009年（平成21年） - 再整備工事にもとづき、2月28日につくばターミナルビル閉鎖。3月23日に仮設バスターミナルが供用開始。
- 2010年（平成22年）
  - 1月18日 - 新バスターミナル供用開始[2]。
  - 4月16日 - 茨城空港シャトルバス乗り入れ開始。
- 2012年（平成24年）3月24日 - 東京ディズニーリゾート、海浜幕張駅を結ぶ高速バス乗り入れ開始。
- 2014年（平成26年）8月6日 - BiViつくばの起工式が行われる[11]。
- 2015年（平成27年）
  - 9月4日 - 関東鉄道つくば学園サービスセンター、待合室がBiViつくば内に移転[4]。
  - 9月5日 - BiViつくば、開業[8]。